# Zinka Milanov
Zinka Milanov, nome d'arte di Zinka Kunc (Zagabria, 17 maggio 1906 – New York, 30 maggio 1989), è stata un soprano croato naturalizzato statunitense.

## Biografia
Allieva della celebre cantante croata Milka Trnina e di Marija Kostrenčić a Zagabria, studiò anche a Milano e Vienna e si perfezionò a Praga con il tenore fiorentino Fernando Carpi, esordendo come Leonora ne Il trovatore a Lubiana nel 1927.
Fu primo soprano dell'Opera di Zagabria dal 1928 al 1935, interpretando tutti i principali ruoli di soprano lirico e drammatico in più di trecento rappresentazioni, tutte in lingua croata. S'impose a livello internazionale nel 1937, grazie all'interpretazione di Aida alla Staatsoper di Vienna e della Messa di requiem di Verdi, diretta da Arturo Toscanini, al Festival di Salisburgo.
Sempre nel 1937 esordì ne Il trovatore al Metropolitan di New York, assumendo il nome d'arte Milanov, che era il cognome del secondo marito. Il Metropolitan fu il teatro dove svolse gran parte della carriera e che la vide protagonista in ben 450 recite, tra le altre di opere come Aida, La Gioconda,Don Giovanni, Norma, La forza del destino, Cavalleria rusticana, Un ballo in maschera, oltre a numerosi concerti.
Negli Stati Uniti fu presente anche a Chicago e San Francisco ed estese la propria fama apparendo inoltre al Teatro Colón di Buenos Aires, alla Scala di Milano (Tosca nel 1950), al Covent Garden (Tosca e Il trovatore nel 1956-57) e in diversi altri importanti teatri in tutto il mondo.
Si ritirò dall'attività nel 1966. È sepolta nel cimitero Mirogoj di Zagabria.

## Repertorio
| Ruolo                   | Titolo                  | Autore      |
| ----------------------- | ----------------------- | ----------- |
| Leonore                 | Fidelio                 | Beethoven   |
| Norma                   | Norma                   | Bellini     |
| Elena                   | Mefistofele             | Boito       |
| Lisa                    | La dama di picche       | Čajkovskij  |
| Louise                  | Louise                  | Charpentier |
| Rusalka                 | Rusalka                 | Dvořák      |
| Maddalena di Coigny     | Andrea Chénier          | Giordano    |
| Marguerite              | Faust                   | Gounod      |
| Rachel                  | La Juive                | Halévy      |
| Irmengard               | Porin                   | Lisinski    |
| Santuzza                | Cavalleria rusticana    | Mascagni    |
| Donna Anna              | Don Giovanni            | Mozart      |
| La Gioconda             | La Gioconda             | Ponchielli  |
| Manon Lescaut           | Manon Lescaut           | Puccini     |
| Floria Tosca            | Tosca                   | Puccini     |
| Cio-Cio-San             | Madama Butterfly        | Puccini     |
| Giorgetta               | Il tabarro              | Puccini     |
| Turandot                | Turandot                | Puccini     |
| Libuše                  | Libuše                  | Smetana     |
| La Marescialla          | Il cavaliere della rosa | Strauss     |
| Elvira                  | Ernani                  | Verdi       |
| Gilda                   | Rigoletto               | Verdi       |
| Leonora                 | Il trovatore            | Verdi       |
| Amelia Grimaldi         | Simon Boccanegra        | Verdi       |
| Amelia                  | Un ballo in maschera    | Verdi       |
| Donna Leonora di Vargas | La forza del destino    | Verdi       |
| Aida                    | Aida                    | Verdi       |
| Desdemona               | Otello                  | Verdi       |
| Elisabetta              | Tannhäuser              | Wagner      |
| Elsa                    | Lohengrin               | Wagner      |
| Sieglinde               | La Valchiria            | Wagner      |
| Margherita              | Banu Leget              | Zajic       |

## Discografia

### Incisioni in studio
- Il trovatore - Milanov, Bjorling, Warren, Barbieri, Moscona - Cellini - RCA 1952
- Cavalleria rusticana - Milanov, Bjorling, Merrill - Cellini - RCA 1953
- Aida - Milanov, Bjorling, Warren, Barbieri, Christoff - Perlea - RCA 1955
- Tosca - Milanov, Bjorling, Warren - Leinsdorf - RCA 1957
- La Gioconda - Milanov, Di Stefano, Warren, Elias, Clabassi - Previtali - RCA/Decca 1957
- La forza del destino - Milanov, Di Stefano, Warren, Tozzi, Elias, Mantovani - Previtali - RCA/Decca 1958

### Edizioni dal vivo
- Messa di requiem - Milanov, Thorborg, Rosvænge, Moscona - Toscanini - Londra 1938 ed. Testament
- La Gioconda - Milanov, Martinelli, Morelli, Castagna, Moscona - Panizza - Met 1939 ed. Myto
- Un ballo in maschera - Bjorling, Milanov, Castagna, Svèd, Andreva - Panizza - Met 1940 ed. Arkadia/Myto
- Messa di requiem - Milanov, Castagna, Bjorling, Moscona - Toscanini - Carnegie Hall 1940 ed. Melodram
- Aida - Milanov, Castagna, Martinelli, Bonelli, Cordon - Pelletier - Met 1943 ed. Cetra/GOP/Cantus Classics
- Un ballo in maschera - Peerce, Milanov, Warren, Thorborg - Walter - Met 1944 ed. BWS/Arkadia/Cantus Classics
- Il trovatore - Baum, Milanov, Warren, Castagna, Moscona - Sodero - Met 1945 ed. Walhall
- La Gioconda - Milanov, Tucker, Warren, Stevens, Vaghi - Cooper - Met 1946 ed. Myto
- Aida - Milanov, Del Monaco, Rankin, Warren, Hines - Cleva - Met 1952 ed. Myto/Cantus Classics
- La forza del destino - Milanov, Del Monaco, Warren, Wildermann - Herbert - New Orleans 1953 ed. Legato Classics/Bongiovanni/GOP
- La forza del destino - Milanov, Penno, Warren, Hines - Stiedry - Met 1954 ed. Myto
- Andrea Chénier - Del Monaco, Milanov, Warren - Cleva - Met 1954 ed. MRF/Nuova Era/Myto
- Norma - Milanov, Penno, Thebom, Siepi - Cleva - Met 1954 ed. Melodram
- Un ballo in maschera - Peerce, Milanov, Merrill, Anderson, Peters - Mitropoulos - Met 1955 ed. Myto
- Un ballo in maschera - Tucker, Milanov, Metternich, Madeira, Peters - Mitropoulos - Met 1955 ed. Bongiovanni/Bensar/Walhall
- La Gioconda - Milanov, Baum, Warren, Rankin, Tozzi - Cleva - Met 1955 ed. Bensar/Lyric Distribution
- Ernani - Del Monaco, Milanov, Warren, Siepi - Mitropoulos - Met 1956 ed. Cetra/Foyer/Myto
- La forza del destino - Milanov, Tucker, Warren, Siepi - Stiedry -  Met 1956 ed. Movimento Musica/Melodram/Myto
- Andrea Chénier - Tucker, Milanov, Warren - Cleva - Met 1957 ed. Arkadia/Opera Lovers
- Tosca - Milanov, Corelli, Guelfi - Gibson - Covent Garden 1957 ed. Legato Classics
- Cavalleria Rusticana - Tucker, Milanov, Valentino - Cleva - Boston 1957 ed. Melodram
- La Gioconda - Milanov, Poggi, Warren, Rankin, Siepi - Cleva - Met 1957 ed. Arkadia
- La forza del destino - Milanov, Labò, Sereni, Siepi - Stiedry - Met 1958 - ed. Bongiovanni/House of Opera
- Simon Boccanegra - Guarrera, Milanov, Bergonzi, Tozzi, Flagello - Mitropoulos - Met 1960 ed. Walhall